# ذا تيتان (فلم)
ذا تيتان (بالإنجليزية: The Titan) هو فيلم خيال علمي من إخراج لينارت راف، وبطولة سام ورذينجتن، تايلور شيلينغ، أصدرته نتفليكس في 30 مارس 2018.

## القصة
في عام 2048، في أرض تعاني من انفجار سكاني والتي تعاني من الصراعات العنيفة، يتطلع العلماء إلى استيطان قمر كوكب زحل تيتان، بقيادة البروفيسور مارتن. اختير ريك يانسن، طيار الحرب الذي نجا لمدة 3 أيام في الصحراء السورية دون طعام أو ماء، ليكون جزءًا من تجربة تجبر البشر على التكيف مع سطح تيتان، وذلك بسبب قدرته السابقة على البقاء في الظروف القاسية.
تبدو التجربة في البداية ناجحة. يصبح ريك قادرا على السباحة بسرعة لا تصدق ويبقى تحت الماء لمدة 40 دقيقة في كل مرة. ومع ذلك، في المساء التالي، لاحظت أبيجيل أن عروق ريك تصبح أكثر قتامة أثناء السباحة. ويستمر التجريب، حيث تصبح أبيجيل أكثر قلقا بشأن ريك. ويزداد تدريب ريك على نحو متزايد، حيث يتعرض هو وغيره من البشر إلى بيئة أكثر برودة وأكثر تيتانًا. وبعد تمرين السباحة، وجد ريك أن بعض شعره يتساقط، ويبدأ أحد المتدربين  بالتشنج في الحمام ويموت. في الليلة التالية، في حين أن أفراد التجربة لديهم اجتماع، تلاحظ أبيجيل عروق داكنة تظهر عليهم. زين، أحد المشاركين، لديه انهيار عقلي مفاجئ ويضرب شريكته. تقوم أبيجيل، التي تتساءل الآن عن سلامة التجربة، بأخذ جرعات من الدم في قيء ريك، وتشاهد عدة كاميرات مخبأة في منزلهم. ثم يأخذ ريك استراحة ويجلس في قاع حمام السباحة حيث تتساقط كميات كبيرة من جلده.لاحظت أبيجيل ان إريك يذرف جلده وشعره في تلك الليلة. وفي صباح اليوم التالي، بدأت بتجربة عينة الدم التي أخذتها من قيئه، وتبينت أن دمه أصبح أكثر قتامة.
ريك يصبح أكثر شحوبا ويخضع لجراحة العين لاستيعاب انخفاض الضوء على تيتان. يعود إلى المنزل إلا أن يبدأ ينزف من عينيه وهو نقله مرة أخرى إلى عملية جراحية. الوصيفة يواجه البروفيسور مارتن عن ريك التغييرات، ومع ذلك فهو يحتفظ بالمعلومات منها. فعند عودتها تجد حالة الطوارئ مع زين. فان زين يعانى الانهيار العقلي ويلقي زوجته من خلال نافذة ويقتلها على الفور. ثم لقي هو حتفه من قبل الجيش.  

## فريق التمثيل
- سام ورذينجتن يقوم بدور ملازم ريك يانسن، والد لوكاس وزوج أبيجيل
- تايلور شيلينغيقوم بدور دكتور أبيجيل جانسن، والدة لوكاس وزوجة ريك
- توم ويلكينسونيقوم بدور أستاذ مارتن كولينجوود
- دييجو بونيتا يقوم بدور دكتور إيكر هيرنانديز
- ديجو بونيتا في دور فريا أوبتون
- ناتالي إيمانويل في دور تالي روثرفورد
- في دور العقيد جيم بيترسن
- اليكساندر جوفانوفيتش في دور  الرقيب يوهان فيرنر
- نواه جوب[1] في دور لوكاس جانسن، أبيغيل ونجل ريك

## روابط خارجية
- مقالات تستعمل روابط فنية بلا صلة مع ويكي بيانات